# Islands (King Crimson-album)
Az Islands a King Crimson negyedik nagylemeze, mely 1971 decemberében jelent meg. Az albumot az Island Records jelentette meg, míg amerikában az Atlantic Records jóvoltából került a lemezboltok polcaira. Ez volt a formáció utolsó lemeze, melynek dalaiban Peter Sinfield szövegei hallhatóak. Az album zenei anyagára leginkább a sokszínűség jellemző, ezért a kritikusok vegyes fogadtatásban részesítették.

## Az album dalai
Minden dalt Robert Fripp és Peter Sinfield írt, kívéve ahol jelölve van
1. Formentera Lady /5:20
2. Sailor's Tale (Fripp) /12:29
3. The Letters /4:32
4. Ladies of the Road /5:32
5. Prelude: song of the Gulls (Fripp) /4:15
6. Islands /9:16

## Közreműködők
- Robert Fripp: gitár, mellotron, harmónium
- Mel Collins: fuvola, szaxofon, vokál
- Raymond "Boz" Burrell: basszusgitár, ének
- Ian Wallace: dobok, ütőshangszerek, vokál
- Peter Sinfield: szöveg, hangok

### Egyéb közreműködők
- Keith Tippett: zongora
- Paulina Lucas: szoprán ének
- Robin Miller: oboa
- Mark Charig: cornett
- Harry Miller: basszusgitár